# ناهنجاری (رمان)
ناهنجاری یا دقیق‌تر ایرادی در کار است رمانی از اِروه لوته‌لیه است که در ۲۰ اوت ۲۰۲۰ توسط انتشارات گالیمار منتشر شده و در همان سال جایزه گنکور را دریافت کرده‌است. در شهریور ۱۴۰۰ کتاب تحت عنوان «ایرادی در کار است» با ترجمه حامد فولادوند و محمود سلطانیه به چاپ رسید.
اروه لوته‌لیه از سال ۲۰۱۸ به عنوان رهبر نهضت ادبی اولیپو شناخته می‌شود.
به اعتقاد متخصصین ادبیات، مکتب ادبی اولیپو که خود را از ابتدا به عنوان لابراتوار و آزمایشگاه «آفرینش ادبی باالقوه» معرفی کرده‌است و مرزهای مصنوعی میان جهان ادبیات، هنر و دنیای علوم دقیقه را برداشته در رمان «ایرادی در کار است» به اوج رسیده‌است.

## خلاصه داستان
داستان با مضمونی دلهره‌آور و فوتوریستی، روایتگر زندگی دوگانهٔ مسافران پروازی است که از پاریس عازم نیویورک شده‌اند.
در ژوئن ۲۰۲۱، در پرواز پاریس - نیویورک، رویدادی دیوانه‌کننده زندگی صدها زن و مرد را زیر و رو می‌کند. فرود اجباری و قرنطینهٔ مسافران و خدمه نشان می‌دهد که چیزی «ناجور» و نامرسوم مشاهده شده، نوعی «آنومالی» Anomalie و ناهمخوانی در این رویدادِ مرموز ذهن متخصصان را مشغول و نگران کرده‌است. به زبانی دیگر، چیزی در این قضیه می‌لنگد و «ایرادی در کار است».
این رمان بخشی از وجود ما را کاوش می‌کند که همیشه سعی داشتیم از آن فرار کنیم. شاهکاری ماندگار که در آن منطق و خرافات در مقابل هم قرار می‌گیرند.

## ترجمه‌های فارسی
- ایرادی در کار است، ترجمهٔ حامد فولادوند و محمود سلطانیه، انتشارات بهجت، تهران، ۱۴۰۱
- ناهنجاری، ترجمهٔ نرگس کریمی، نشر افق، تهران، ۱۴۰۱
- ناهنجاری، ترجمهٔ اعظم اسدنژاد، انتشارات همان، تهران، ۱۴۰۱
- آنومالی، ترجمهٔ فاطمه ابراهیمیان و محمدامین بیک، فرهنگ نشر نو، تهران، ۱۴۰۱